# Labyrinth von Chartres

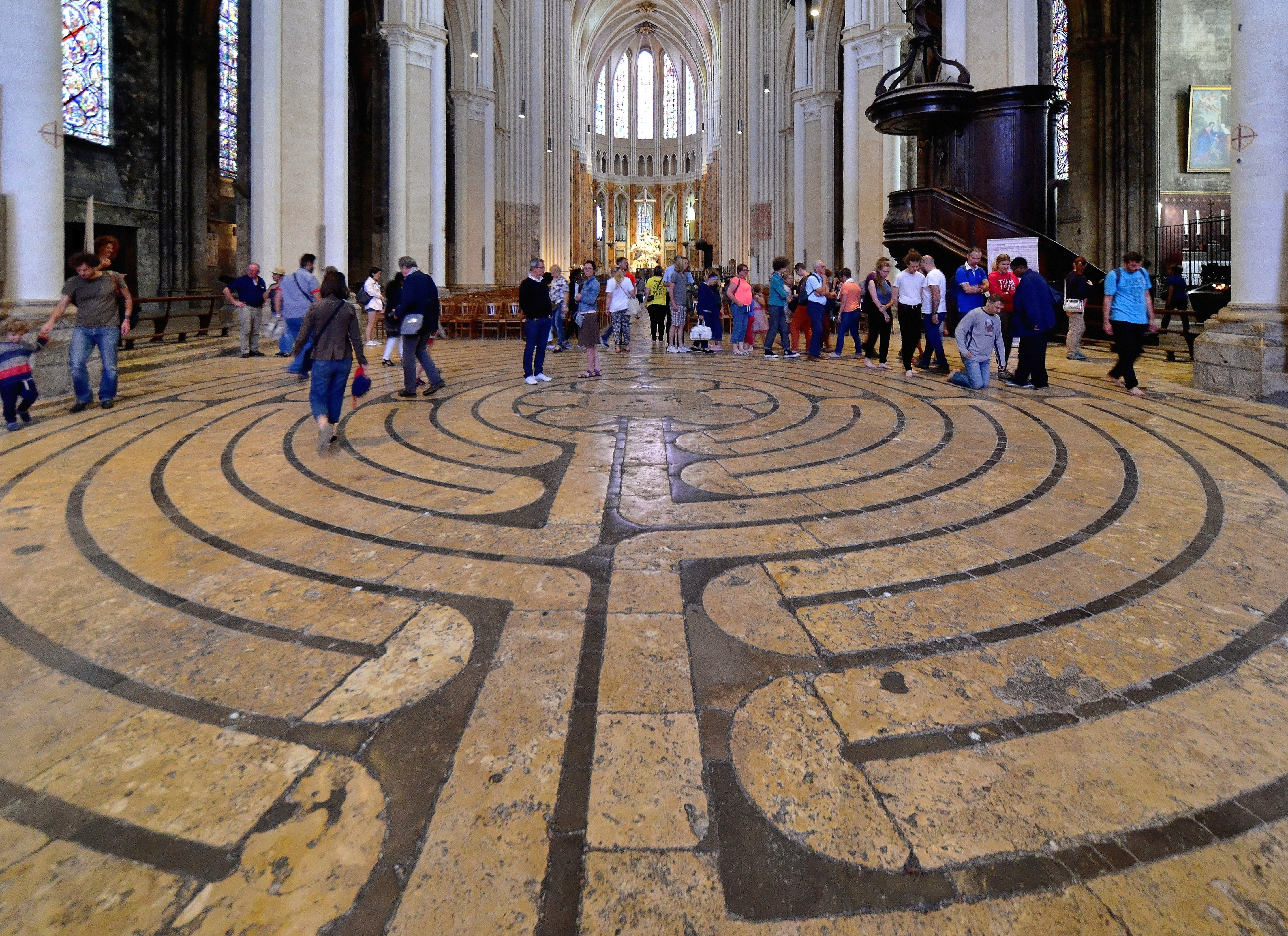
Labyrinth von Chartres

Schema des Labyrinthtyps Chartres

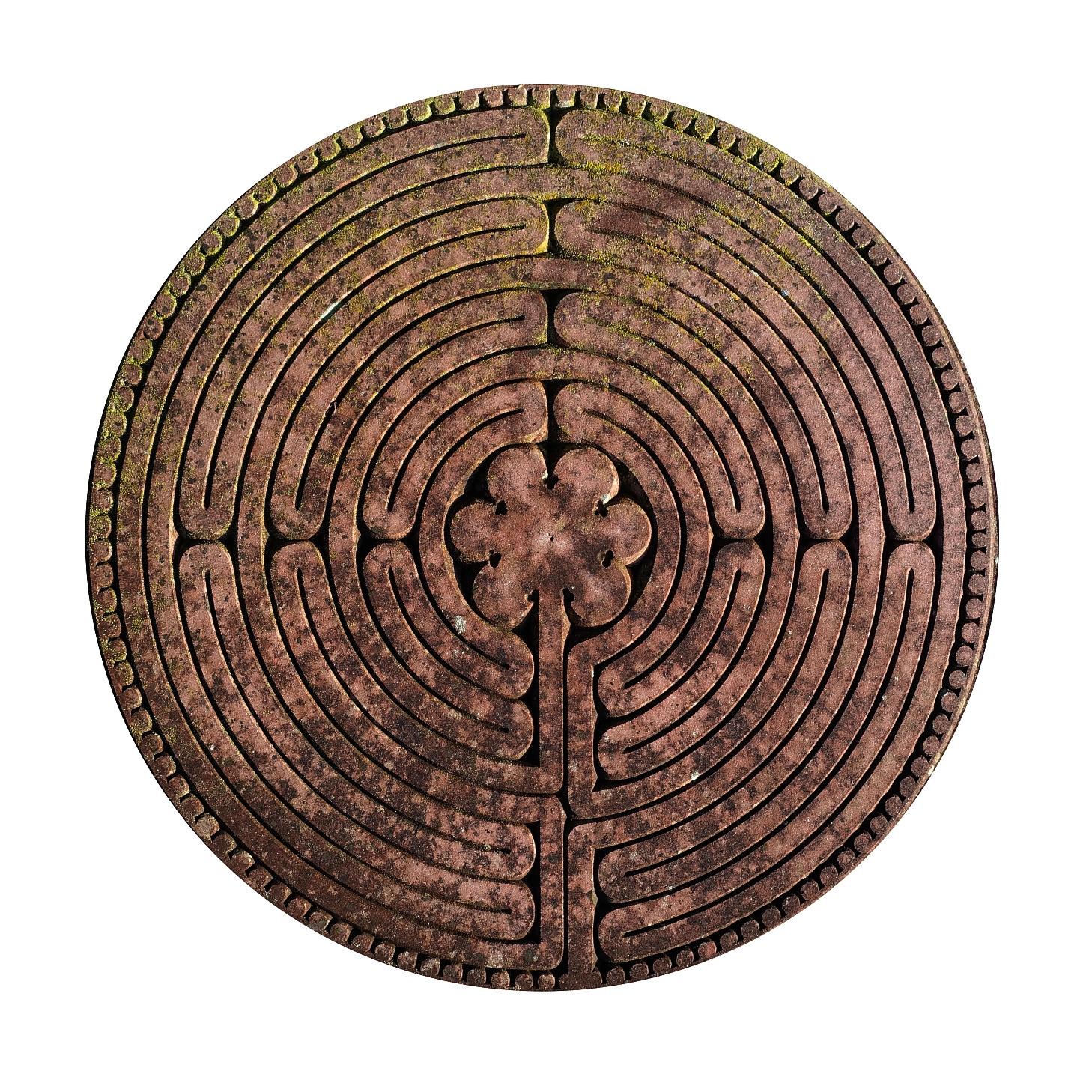
Kleines Labyrinth in Stein

Das Labyrinth von Chartres befindet sich in der Kathedrale von Chartres im Département Eure-et-Loir in Frankreich.
Das Anfang des 13. Jahrhunderts gefertigte Labyrinth aus schwarzen und grauen Steinplatten ist im Fußboden der Kathedrale eingearbeitet. Es misst über 12 Meter im Durchmesser und ist ein 261,50 m langer Weg, der sich durch 11 konzentrische Kreise und 34 Kehren zum Zentrum windet. Die Anzahl der Steinplatten, die den Weg bilden, wird nach offizieller Darstellung der örtlichen Bauhütte mit 273 angegeben. In der Mitte des Labyrinths befand sich, wie aus einer Beschreibung von 1640 bekannt, eine Darstellung des Kampfes von Theseus mit Minotauros. Daher wird diese Art von Labyrinth auch als klassisch bezeichnet.
Labyrinthe sind keine Irrgärten. Sie haben einen einzigen, verschlungenen Weg, der auf möglichst langer Strecke vom Startpunkt zum Ziel führt.
Normalerweise wird das Kirchenschiff der Kathedrale bestuhlt und das Labyrinth damit verdeckt. Es ist Tradition, am Johannistag, dem 24. Juni, die Stühle zu entfernen und das Labyrinth begehbar zu machen. In den letzten Jahren erfolgt die Aufdeckung des Labyrinths auch nahezu an jedem Freitag in den Sommermonaten.